# Hertogdom Saksen-Weimar (1572-1603)
Het Hertogdom Saksen-Weimar (Duits: Herzogtum Sachsen-Weimar) was een land binnen het Heilige Roomse Rijk dat werd geregeerd door de Ernestijnse linie van het Huis Wettin. Het land ontstond na de Deling van Erfurt in 1572, waarin het Hertogdom Saksen werd verdeeld in Saksen-Weimar en Saksen-Coburg-Eisenach. Saksen-Weimar werd zelf in 1603 verdeeld tussen de zoons Frederik, Johan Willem en Frederik Willem II van Saksen-Altenburg en Johan van Hertogdom Saksen-Weimar (1603-1640), de broer van laatste hertog.

## Heersers
- 1572 - 1573: Johan Willem
- 1573 - 1602: Frederik Willem I
- 1602 - 1603: Gezamenlijke regering door Johan, Johan Filips, Frederik, Johan Willem en Frederik Willem II